# Operațiunea Autonomous
Operațiunea Autonomous (uneori ortografiat greșit „Autonomus”) a fost o operațiune din timpul celui de Al Doilea Război Mondial, desfășurată de serviciile secrete aliate pe teritoriul României, în anul noiembrie 1943.

## Operațiunea Autonomous (1943-1944)

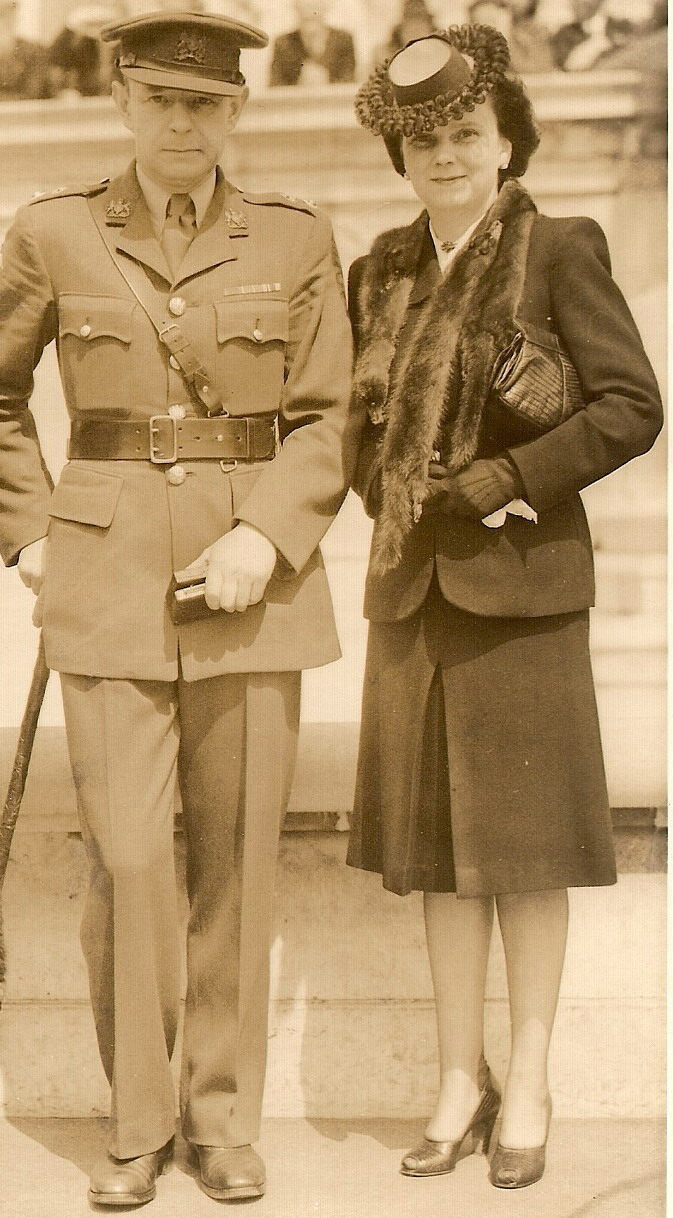
Locotenent-colonelul Alfred de Chastelain, împreună cu soția, în 1945

Operațiunea a constat în parașutarea pe teritoriul României - în acel moment, aliată a Germaniei - a trei agenți ai serviciului britanic Special Operations Executive (SOE):
- locotenent-colonelul Alfred Gardyne de Chastelain , ofițer cu experiență al  SOE și comandantul operațiunii;
- căpitanul Ivor Porter - devenit ulterior autor al unor memorii despre România și familia regală română[1];
- căpitanul Silviu Mețianu, român emigrat în Marea Britanie.

Toți cei trei ofițeri cunoșteau România, fiindcă avuseseră legături cu ea înainte de izbucnirea războiului. Colonelul de Chastelain fusese angajat, timp de 13 ani, la societatea petrolieră „Unirea”, iar Ivor Porter fusese, pentru câțiva ani, profesor la Universitatea din București.
Scopul aparent al operațiunii era unul dublu:
- de a contacta partidele politice din România (în special pe Iuliu Maniu) și a căuta o cale pentru încheierea unui armistițiu și scurtarea războiului;
- în caz că sunt capturați de autoritățile loiale guvernului Antonescu, să convingă serviciile secrete că se pregătește o debarcare aliată în Balcani și să determine o mutare a trupelor germane către est - în pregătirea ofensivei aliate din Normandia.

În mod cert operațiunea mai avea cel puțin un alt scop, dar care n-a fost menționat nici de de Chastelain nici de Porter, deși ultimul scrie în cartea sa despre misiune că înlocuirea în chiar ultimul moment a maiorului Charles St George Maydwell (specialist în activități paramilitare) cu căpitanul Mețianu (specialist în sabotaje) ar fi fost ciudată pentru o misiune având scopurile de mai sus. Maydwell, programat să fie parașutat în ianuarie 1944 în România, a fost trimis însă în Ungaria, unde a activat în specialitatea sa.
Cei trei agenți parașutați au fost imediat arestați de către Jandarmeria Română în apropierea comunei Plosca, județul Teleorman, în perioada Crăciunului anului 1943. Fiind tratați ca prizonieri de război, ei au fost aduși în București și găzduiți într-un apartament din sediul Inspectoratului General al Jandarmeriei (actualul Inspectorat General al Poliției din Șos. Ștefan cel Mare), în custodia directă a generalului Constantin Tobescu, a maiorului Constantin C. Roșescu și a maiorului Eugen Dobrogeanu.

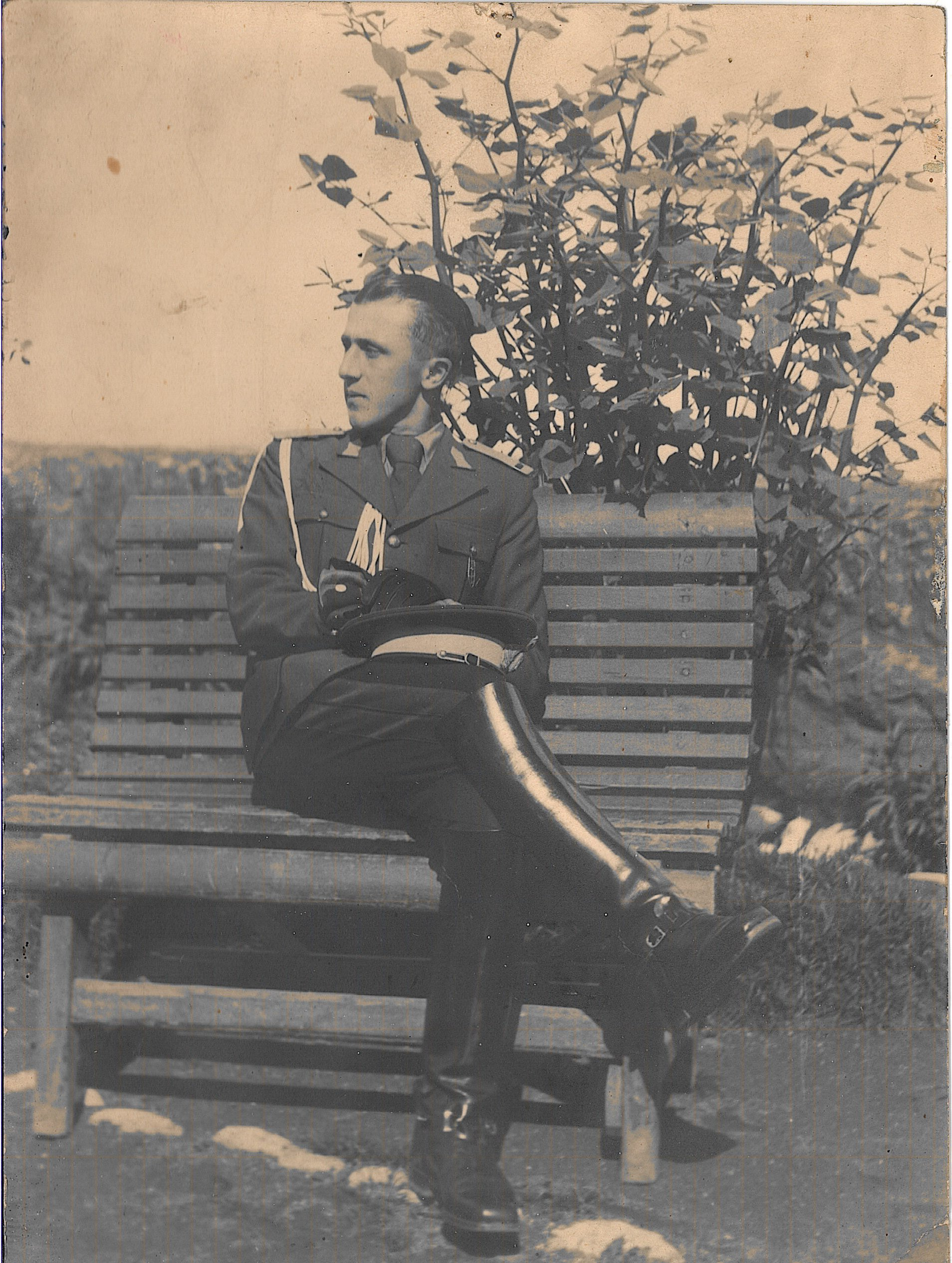
Tânărul locotenent Constantin C. Roșescu (mai târziu, locotenent-colonel), unul dintre ofițerii români care i-au avut în grijă pe prizonierii englezi. Portretul său, inclusiv obiceiul de a fuma cu port-țigaret, este descris în cartea lui Ivor Porter

În cursul șederii în prizonierat a avut loc o întrevedere secretă între ofițerii aliați și Iuliu Maniu. Întâlnirea, aranjată din intermediul generalului Tobescu (cu știința și acordul mareșalului Antonescu), s-a petrecut în mașină, pe șoseaua spre Snagov, în cursul uneia dintre plimbările la care britanicii participau regulat, însoțiți de ofițerii români. Întâlnirea cu Iuliu Maniu este descrisă de însuși Ivor Porter.
Ofițerii britanici au locuit aici până în seara zilei de 23 August 1944. În urma evenimentelor petrecute la Palatul Regal în după-amiaza acelei zile, spre orele 18:00, România a părăsit alianța militară cu Germania și a trecut de partea Aliaților. Spre orele 22:00, după ce evenimentul fusese anunțat public printr-o declarație la radio a Regelui Mihai, la cererea expresă a acestuia, cei trei ofițeri au fost eliberați și au fost aduși cu o mașină la Palat; scopul era acela de a constitui prima legătură a noului guvern cu Comandamentul Aliat din Italia și a depune mărturie directă în fața Aliaților despre evenimentele neobișnuite petrecute la București.
Sosiți în piață, cei trei au fost întâmpinați de mulțimea adunată ad-hoc în fața Palatului. Recunoscând uniformele britanice, oamenii au făcut ofițerilor o demonstrație spontană de simpatie, cei trei fiind purtați pe brațe până în interiorul clădirii.
Ofițerii englezi dispuneau și de un aparat de emisie-recepție radio, care le-a fost înapoiat după eliberare și a fost folosit pentru stabilirea primei legături cifrate cu Aliații.
A doua zi, pe 24 august, de Chastelain și colonelul Ștefan Niculescu (adjutantul generalului Sănătescu) au părăsit România, într-un avion (Lockheed 10 indicativ YR-LEA) cu destinația Istanbul, pilotat de Ștefan Mateescu, însoțit de radiotelegrafistul Leonida Vulpe și mecanicul de bord
Petre Constantinescu.

## După război
După lovitura de stat de la 30 decembrie 1947, prin care Regele Mihai a fost silit de către comuniștii români, susținuți de armata sovietică, să semneze actul de abdicare și să părăsească țara, Sir Ivor Porter a devenit unul dintre principalii biografi ai Regelui. El a publicat două lucrări, traduse ulterior și în românește, legate de evenimentul de la 23 August și de situația României în timpul războiului.
Fiind bine impresionați de tratamentul primit ca prizonieri, cel puțin unul dintre cei trei ofițeri - căpitanul Mețianu - a mai revenit în România după încheierea războiului, pe la mijlocul anilor '60, vizitându-l acasă pe maiorul Roșescu.

## După evenimentele din 1989
După 1989, Sir Ivor Porter a fost prezent cel puțin o dată în România, cu ocazia Jubileului Regal de la 25 octombrie 2011, a spectacolului omagial organizat în acea zi la Opera Națională București și a dineului ce a urmat, la Palatul CEC.